# كابسيسين
كابسيسين (بالإنجليزية: Capsaicin)‏ واسمه العلمي «8-ميثيل-N-فانيلايل-6-نونيناميد» وصيغته الجزيئية هي ((CH3)sub>2CHCH=CH(CH2)sub>4CONHCH2C6H3-4-(OH)-3-(OCH3)) هو المركب النشط في الفلفل الحار. و،. والكابسيسين النقي مادة عديمة اللون والرائحة كما أنه كاره للماء. تتراوح قوة الكابسايسين النقي التي تمنح الفلفل الحار طعمه الحارق بين 15 مليون و16 مليون وحدة سكوفيل.

## الاستعمالات
هو مادة مثيرة للثدييات بما فيها البشر

## السمية
ينتج شعور بالحرق في أي نسيج يلامسه.

## وصلات خارجية
- Capsaicin Technical Fact Sheet - National Pesticide Information Center
- EPA Capsaicin Reregistration Eligibility Decision Fact Sheet
- Molecule of the Month
- European Commission, opinion of the Scientific Committee on Food on capsaicin.
- Fire and Spice: The molecular basis for flavor
- A ويكي هاو article on How to Cool Chilli Pepper Burns.